# Есперенс (Вашингтон)
Есперенс (англ. Esperance) — переписна місцевість (CDP) в США, в окрузі Сногоміш штату Вашингтон. Населення — 4007 осіб (2020).

## Географія
Есперенс розташований за координатами 47°47′36″ пн. ш. 122°20′53″ зх. д. / 47.79333° пн. ш. 122.34806° зх. д. (47.793248, -122.348064).  За даними Бюро перепису населення США в 2010 році переписна місцевість мала площу 1,87 км², з яких 1,87 км² — суходіл та 0,00 км² — водойми.

## Демографія
Згідно з переписом 2010 року, у переписній місцевості мешкала 3601 особа в 1416 домогосподарствах у складі 968 родин. Густота населення становила 1927 осіб/км².  Було 1491 помешкання (798/км²).
Расовий склад населення:
| - 78,4 % — білих - 11,4 % — азіатів - 2,8 % — чорних або афроамериканців - 1,0 % — корінних американців - 0,3 % — вихідців з тихоокеанських островів - 1,8 % — осіб інших рас |

До двох чи більше рас належало 4,3 %. Частка іспаномовних становила 5,1 % від усіх жителів.
За віковим діапазоном населення розподілялося таким чином: 22,0 % — особи молодші 18 років, 64,2 % — особи у віці 18—64 років, 13,8 % — особи у віці 65 років та старші. Медіана віку мешканця становила 41,7 року. На 100 осіб жіночої статі у переписній місцевості припадало 92,1 чоловіків;  на 100 жінок у віці від 18 років та старших — 89,0 чоловіків також старших 18 років.
Середній дохід на одне домашнє господарство  становив 75 849 доларів США (медіана — 68 722), а середній дохід на одну сім'ю — 81 254 долари (медіана — 74 167). Медіана доходів становила 54 067 доларів для чоловіків та 60 542 долари для жінок. За межею бідності перебувало 5,2 % осіб, у тому числі 5,6 % дітей у віці до 18 років та 0,0 % осіб у віці 65 років та старших.
Цивільне працевлаштоване населення становило 1827 осіб. Основні галузі зайнятості: освіта, охорона здоров'я та соціальна допомога — 30,0 %, роздрібна торгівля — 14,0 %, науковці, спеціалісти, менеджери — 13,1 %.